# Мајнард Фергусон и Џон Хендрикс
„Мајнард Фергусон и Џон Хендрикс” је југословенски музички филм из 1968. године који је режирао Александар Ђорђевић.

## Улоге
| Глумац           | Улога      |
| ---------------- | ---------- |
| Мајнард Фергусон | Џез трубач |
| Џон Хендрикс     | Џез певач  |
| Света Лукић      | Водитељ    |